# Hans-Olof Johansson
Hans-Olof Johansson, född den 18 mars 1936, död 18 februari 2022 var en svensk sprinter (400 m) och längdhoppare. Han tävlade för Nyköpings SK. Han utsågs 1962 till Stor grabb nummer 218 i friidrott.
Hans-Olof Johansson var med i det svenska stafettlaget som kom fyra på 4x400 m vid EM i Belgrad 1962. Han blev utslagen 400 m individuellt. Han hade det svenska rekordet på 400 m åren 1962 till 1972 och vann ett SM-tecken på 400 m.

## Karriär
Vid OS 1960 i Rom var Hans-Olof Johansson med i det svenska stafettlaget på 4x400 m (ihop med Per-Owe Trollsås, Lennart Jonsson och Alf Petersson) som blev sexa och sist i sitt försöksheat.
1961 vann Hans-Olof Johansson SM-guld på 400 m.
Den 13 september 1962, i den ena semifinalen vid EM i friidrott i Belgrad, satte Hans-Olof Johansson nytt svenskt rekord på 400 m. Detta räckte dock inte, utan han blev utslagen. Rekordet hade han kvar tills Anders Faager slog det 1972. Johansson ingick även i det svenska stafettlaget som kom fyra på 4x400 m.